# 紀政
紀 政（き せい、Chi Cheng、1944年3月15日 - ）は、台湾の陸上競技選手。

## 経歴
日本統治時代の台湾の新竹州新竹市生まれ。アメリカ合衆国カリフォルニア州のカリフォルニア州立工科大学に留学し、そこで陸上競技の練習を行っていた。留学中、4つのアメリカの国内選手権に勝利したのをはじめ154レース中153回に勝利するという成績を収めている。
1968年のメキシコシティオリンピックでは台湾の代表として80mハードルに臨み、銅メダルを獲得した。1970年には1週間の間に3回の世界新・タイ記録を達成した。